# ابراهیم علی

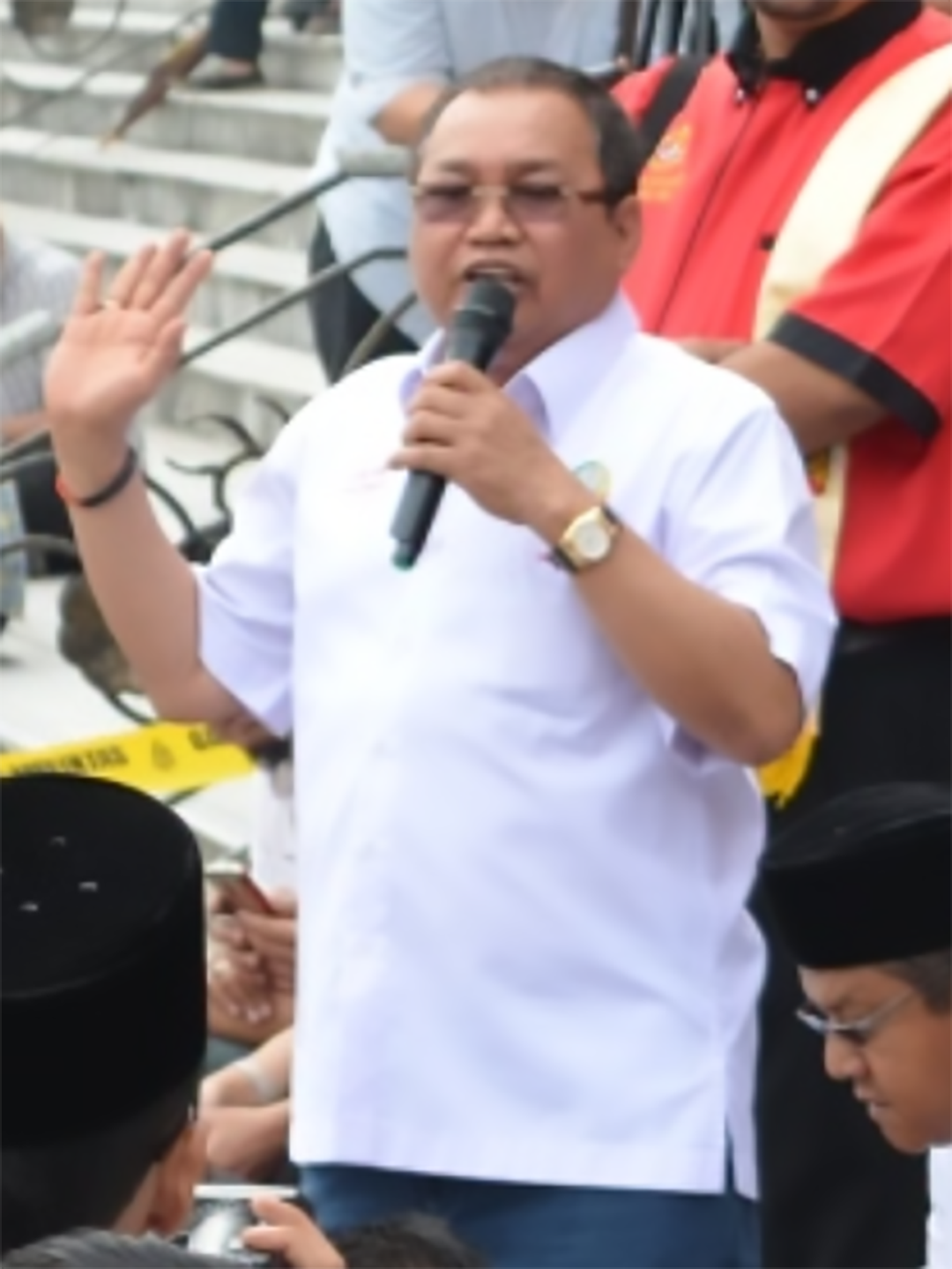
Ibrahim Ali

ابراهیم علی سیاستمدار و از اعضای تأثیرگذار مجلس مالزی است. او مؤسس و نخستین رهبر سازمان غیر دولتی پرکاسا است که مورد حمایت ماهاتیر محمد قرار دارد. ابراهیم علی مواضع تندی بر ضد اسرائیل داشته و با مسئولین جمهوری اسلامی ایران دیدار می‌کند. او پیش از انقلاب اسلامی ایران در پاریس دیداری با سید روح‌الله خمینی داشت و کتابی در مورد وی نوشته‌است.